# Ochrosia novocaledonica
Ochrosia novocaledonica là một loài thực vật có hoa trong họ La bố ma. Loài này được Däniker mô tả khoa học đầu tiên năm 1933.